# 北朗德勒坦
北朗德勒坦（法語：Landrethun-le-Nord，法語發音：[lɑ̃dʁətœ̃ lə nɔʁ]）是法国上法蘭西大區加来海峡省的一个市镇，属于滨海布洛涅区。

## 地理
北朗德勒坦（50°50'50"N, 1°47'3"E）面积7.7 平方千米，位于法国上法蘭西大區加来海峡省，该省份为法国北部沿海省份，西北濒北海，南至索姆省，东临北部省。
与北朗德勒坦接壤的市镇（或旧市镇、城区）包括：卡菲耶、费尔克、勒布兰冈、皮昂莱吉讷、圣安格勒韦尔。

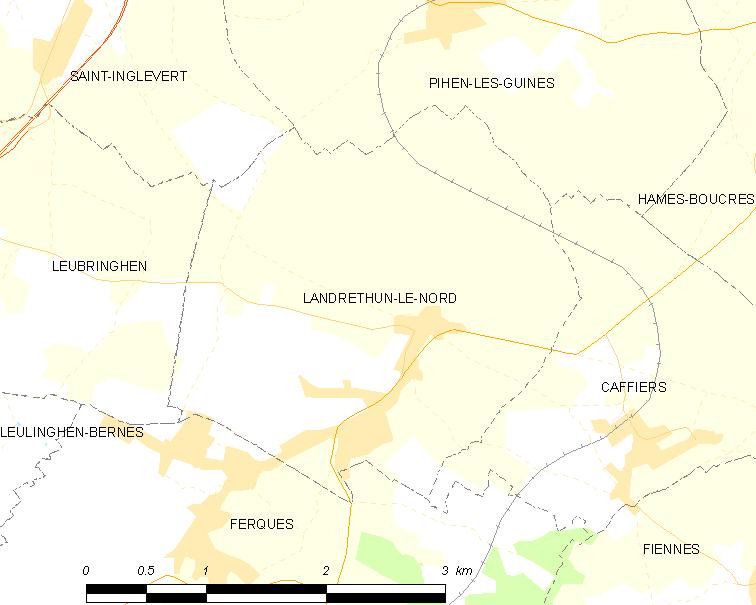
北朗德勒坦的OSM定位图

北朗德勒坦的时区为UTC+01:00、UTC+02:00（夏令时）。

## 行政
北朗德勒坦的邮政编码为62250，INSEE市镇编码为62487。

## 政治
北朗德勒坦所属的省级选区为代夫勒县。

## 人口

1962-2008年间北朗德勒坦人口变化图示

北朗德勒坦于2022年1月1日时的人口数量为1242人。